# Hwachon-myeon
Hwachon-myeon (koreanska: 화촌면) är en socken i den norra delen av Sydkorea, 90 km öster om huvudstaden Seoul. Den ligger i kommunen Hongcheon-gun i provinsen Gangwon. 